# Łojew
Łojew (prononciation : [ˈwɔjɛf]) est un village de polonais, situé dans la gmina de Łochów de la Powiat de Węgrów et dans la voïvodie de Mazovie dans le centre-est de la Pologne.
Il se situe à environ 4 kilomètres au nord-est de Łochów, 25 kilomètres au nord-ouest de Węgrów et à 63 kilomètres au nord-est de Varsovie.